# جون بنجامين بريور
جون بنجامين بريور (بالإنجليزية: John Benjamin Pryor)‏ هو مدرب خيول أمريكي، ولد في 1812، وتوفي في 26 ديسمبر 1890.